# Maison, 29 rue du docteur-Calmette (Lamballe)
La maison, 29 rue du docteur-Calmette est un édifice situé à Lamballe, en France.

## Localisation
Cette maison est située sur le territoire de la commune de Lamballe, 29 rue du docteur-Calmette, dans le département  des Côtes-d'Armor, en région Bretagne.

## Historique
La maison est inscrite partiellement au titre des monuments historiques par arrêté du 11 juin 1930.